# Robledo (Rubiana)
Robledo (llamada oficialmente Nosa Señora da Concepción do Robledo da Lastra) es una parroquia y un lugar del municipio español de Rubiana, en la provincia de Orense, Galicia.

## Toponimia
La parroquia también es conocida por los nombres de Nosa Señora da Concepción de Robledo, Nuestra Señora de la Concepción de Robledo y Nuestra Señora de la Concepción de Robledo da Lastra.

## Organización territorial
La parroquia está formada por una entidad de población:
- Robledo da Lastra (O Robledo da Lastra)

## Demografía
Gráfica demográfica del lugar y parroquia de Robledo según el INE español:
| Gráfica de evolución demográfica de Robledo entre 2000 y 2023 |
|                                                               |
| Datos según el nomenclátor publicado por el INE.              |